# Manuel Afonso de Guerra
Manuel Afonso de Guerra foi um clérigo e administrador colonial português.

## Biografia
D. Manuel serviu como governador da província ultramarina de Cabo Verde de 1622 até à sua morte em 8 de março de 1624. Este título foi exercido conjuntamente com a sua função de Bispo de Santiago de Cabo Verde, que ocupou de 24 de fevereiro de 1616 até à sua morte. Ele foi sucedido como bispo por D. Lourenço Garro.